# Lex Roscia
La Lex Roscia, presentata nel 49 a.C. dal pretore Lucio Roscio Fabato per conto di Gaio Giulio Cesare, concedeva il Plenum ius ai Transpadani della provincia della Gallia Cisalpina.
Questi, con la Lex Pompeia de Transpadanis avevano ricevuto, nell'89 a.C., la cittadinanza latina, mentre la legge del 49 a.C. concedeva loro la piena cittadinanza romana.
Con questa legge, Giulio Cesare, cercava di garantirsi l'appoggio delle popolazioni della Transpadana, che aspiravano da molti decenni  al Plenum ius, proprio allo scoppio della Guerra Civile contro Pompeo Magno. 

Una delle più fedeli legioni a fianco di Giulio Cesare era inoltre la Legio X, in gran parte reclutata nella Cisalpina.
Altra conseguenza della Lex Roscia fu la trasformazione delle città da colonie latine a municipia romani, un notevole impulso all'urbanizzazione.